# Žygimantas Vaičiūnas
Žygimantas Vaičiūnas, né le 19 janvier 1982 à Šakiai, est un homme politique lituanien. 
Il est ministre de l'Énergie de 2016 à 2020, et depuis 2024.